# نمگتومایا
نمگتومایا (نام علمی: Nemegtomaia) نام یک سرده از فروراسته خاگ‌دزدخزندگان است.
در دورهٔ انتهایی کرتاسه می‌زیسته و تخمین زده می‌شود که این حیوان حدود ۲ متر (۷ فوت) طول داشته و وزن آن ۴۰ کیلوگرم بوده‌است. دارای یک جمجمه عمیق، باریک و کوتاه بوده و بی‌دندان بوده‌است.